# Ophiogona rugosa
Ophiogona rugosa är en ormstjärneart som beskrevs av A.H. Clark 1907. Ophiogona rugosa ingår i släktet Ophiogona och familjen fransormstjärnor. Inga underarter finns listade i Catalogue of Life.